# 순천 송광사 응진당
순천 송광사 응진당(順天 松廣寺 應眞堂)은 전라남도 순천시 송광사에 있는, 조선시대의 불교 건축물이다. 2001년 6월 5일 전라남도의 유형문화재 제254호로 지정되었다.

## 개요
송광사의 응진당은 나한전 또는 응진전이라고도 하며, 그 안에는 16나한상과 16나한도가 모셔져 있다. 조계산에 있는 송광사는 고승을 가장 많이 배출한 승보사찰로 우리나라 3대 사찰 중 하나이며 매우 유서 깊은 절이다. ‘송광’이라는 절 이름은 조계산의 옛 이름인 송광산에서 따 왔다고 하는데, 절을 언제 세웠는지 정확한 자료는 없으나 신라 말기에 체징이 세웠다고 전한다.
응진전은 높은 기단 위에 세워진 건물로 단아한 모습을 하고 있다. 앞면 3칸·옆면 3칸 규모의 맞배지붕에 지붕 처마를 받치기 위해 장식하여 짜은 구조가 기둥 위에만 있다. 건물 내부에는 우물마루를 깔고 내부기둥을 세우지 않아 좁은 공간을 넓게 이용하려 하였으며, 천장은 서까래가 훤히 보이는 연등천장으로 꾸몄는데 불단 위에만 화려한 닫집을 마련하였다.
조선 연산군 10년(1504)에 처음 지어진 응진전은 1623년에 고쳐 지어진 후로 여러차례 보수를 하였으나 별다른 변화없이 처음의 모습을 잘 간직하고 있어 축조 시기를 가늠할 수 있는 좋은 자료이다.

## 같이 보기
- 송광사

## 참고 자료
- 순천송광사응진당 - 국가유산청 국가유산포털